# Apatania ishikawai
Apatania ishikawai är en nattsländeart som beskrevs av Schmid 1964. Apatania ishikawai ingår i släktet Apatania och familjen Apataniidae. Inga underarter finns listade i Catalogue of Life.